# Wasserthaleben
Wasserthaleben – miejscowość i gmina w Niemczech, w kraju związkowym Turyngia, w powiecie Kyffhäuser, wchodzi w skład wspólnoty administracyjnej Greußen.